# Amaurornis isabellina
La gallinella di Sulawesi, gallinella d'acqua di Sulawesi o rallo di macchia isabellino  (Amaurornis isabellina (Schlegel, 1865)) è un uccello della famiglia dei Rallidi originario dell'isola omonima.

## Descrizione
Con una lunghezza che può raggiungere i 40 cm, la gallinella di Sulawesi è la specie più grande del genere Amaurornis. Il piumaggio è di colore bruno-oliva sulle regioni superiori e rossiccio su quelle inferiori. L'appellativo specifico isabellinus, «isabellino», si riferisce proprio a questo tipo di colorazione giallo-bruno. Il becco è verde chiaro e le zampe sono di colore bruno-verdastro. I sessi sono simili.
Il suo richiamo è costituito da un potente tak-tak-tak-tak.

## Distribuzione e habitat
Endemica di Sulawesi, dove è largamente diffusa, la gallinella di Sulawesi vive nelle regioni settentrionali e sud-orientali dell'isola. Si incontra nei terreni paludosi.

## Biologia
È un elusivo uccello di palude che si nasconde tra la vegetazione, ma che si può mostrare al crepuscolo. Si nutre di insetti e altre piccole creature, ma mangia anche semi. Durante la stagione della nidificazione costruisce un nido a coppa di carici secchi e foglie, tra la vegetazione palustre, posto leggermente sopra il livello dell'acqua.